# Konstantin Stepanovič Aleksejev
Konstantin Stepanovič Aleksejev (rusko Константин Степанович Алексеев), sovjetski letalski častnik, vojaški pilot in letalski as, * 7. oktober 1914, † 24. februar 1971. 
Aleksejev je v svoji vojaški karieri dosegel 19 samostojnih zračnih zmag.

## Življenjepis
Med drugo svetovno vojno je bil pripadnik Letalstva Črnomorske flote: 8., 25. in 6. gardnega lovskega letalskega polka ČF.
Opravil je več kot 500 bojnih poletov in bil udeležen v 110 zračnih bojih; letal je z I-16, LaGG-3, ...

## Odlikovanja
- heroj Sovjetske zveze